# Лангфанг Олександр Іванович
Олександр Іванович Лангфанг (1907 або вересень 1907 , Брест-Литовськ, Литовське генерал-губернаторство  — 1990 , Москва ) — діяч органів державної безпеки. Один з безпосередніх організаторів «Великого терору».

## Біографія
Народився в Бересті в родині залізничника.
З 1923 р. працював чорноробом — бетонщиком, з 1924 р. — учнем прядильника, потім прядильником на фабриці ім. Володарського.
У 1924 р. вступив до комсомолу, став секретарем осередку. У 1925 р. прийнятий кандидатом у члени, а пізніше — у члени ВКП(б). У 1926 р. переведений секретарем партосередку на фабрику ім. Каменєва.

### Служба у війську
У 1929 р. О. Лангфанг був призваний в Червону Армію. Навчався в школі молодшого комскладу окремої роти зв'язку 3-й Кримської стрілецької дивізії, потім виконував обов'язки командира взводу цієї ж роти.

### Державна безпека
З 1931 р. — практикант, помічник уповноваженого, а потім уповноважений Економічного управління ОДПУ. У 1934—1936 рр. — Уповноважений, оперуповноважений Економічного відділу ДУДБ НКВС. У 1937—1938 рр. — Помічник начальника 9-го відділення 3-го відділу (контррозвідка) ДУДБ НКВС. Секретарем партбюро відділу.

### Великий террор
Вів справи заступника наркома закордонних справ М. Крестинського, колишніх керівників Комінтерну О. П'ятницького, В. Кноріна, керівника служби зв'язку Комінтерну Б. Мельникова, керівника КІМу В. Чемоданова та багатьох інших. У 1938—1940 рр. — Заступник начальника, а в 1940 р. — начальник слідчої частини 3-го відділу ДУДБ НКВД.

### Зовнішньополітична діяльність
З червня 1940 по липень 1941 перебував у спецвідрядженні в Греції. В 1941 році повернувся в Радянський Союз. Начальник 6 -го, а від 2 жовтня 1942 р. — начальник 4-го відділу 1-го Управління НКВС — НКДБ — до 1 липня 1946 У 1942 р. виконував спецзавдання в Тувинській і Монгольської народних республіках. У 1944—1946 рр. — Заступник начальника оперативної групи в Сіньцзяні генерала Єгнарова (начальника відділу спецзавдань НКДБ), надавав допомогу уйгурському національно-визвольному руху. З 1 липня 1946 по 1952 перебував у резерві призначення ПДУ МДБ (за посадою начальника відділу). З 1952 р. — заступник начальника управління — діючий резерв МДБ. З 17 липня 1953 по березень 1954 — старший радник МВС у Китаї.
У березні — листопаді 1954 р. — у розпорядженні управління кадрів КДБ СРСР.З 19 листопада 1954 по 20 серпня 1955 р. — заступник начальника управління КДБ при РМ СРСР по Красноярському краю.

### Звільнення
20 серпня 1955 звільнений «за фактами дискредитації звання чекіста». У 1955 р. заарештований «за фальсифікацію кримінальних справ і катування заарештованих». У 1957 р. засуджений до 15 років ув'язнення. А. І. Лангфанг повністю відсидів свій термін. Звільнився в 1972 р. й оселився в Москві.

## Нагороди
Нагороджений двома орденами Червоного Прапора, двома орденами Червоної Зірки, орденом Праці Тувинської народної республіки (1942), знаком «Почесний працівник ВЧК—ГПУ» (1938) і знаком «Почесний чекіст» МВС МНР (1942).